# تربية النبات

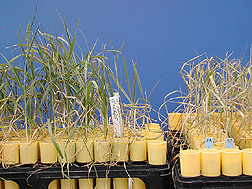
صنف القمح يكورو (يمين) حساس للملوحة، النباتات الناتجة عن صليب هجين مع الصنف W4910 (يسار) تظهر تحملاً أكبر للملوحة العالية.

تربية النبات أو تحسين النوع النباتي أو السَّدَاعة هو فن وعلم تغيير الجينات الوراثية في النباتات، من أجل إنتاج الخصائص المرغوبة. يمكن تحقيق ذلك باستخدام تقنيات مختلفة تبدأ من مجرد اختيار النباتات ذات الخصائص المرغوبة، إلى تقنيات جزيئية أكثر تعقيدًا.
مورس تحسين النوع النباتي منذ آلاف السنين، منذ بداية بالقرب من الحضارة الإنسانية. والآن يمارس في جميع أنحاء العالم من قبل الأفراد مثل الحدائق والمزارعين، ومربي النباتات ومراكز الأبحاث.
وكالات التنمية الدولية يعتقدون أن تربية محاصيل جديدة هامة لضمان الأمن الغذائي من خلال تطوير أصناف جديدة تكون ذات عوائد مرتفعة، ومقاومة للآفات والأمراض، ومقاومة للجفاف ومتكيفة مع البيئات.
مورسَت تربية النبات منذ آلاف السنين، منذ أن بدأت الحضارة البشرية تقريبًا. يمارسها الأفراد حول العالم مثل البستانيين والمزارعين، ومربي النبات المحترفين العاملين في المنظمات مثل المؤسسات الحكومية والجامعات والرابطات الصناعية الخاصة بالمحاصيل ومراكز الأبحاث.
تعتقد وكالات التنمية الدولية أن استنباط أصناف المحاصيل الجديدة مهم لضمان الأمن الغذائي من خلال تطوير أصناف جديدة ذات إنتاجية عالية أو مقاومة للأمراض أو متحملة للجفاف أو متأقلمة مع الظروف البيئية وظروف النمو المختلفة.

## التاريخ
بدأت تربية النبات مع الزراعة المستقرة، تحديدًا بالتزامن مع بداية استئناس النباتات الزراعية، وهي ممارسة يعود تاريخها إلى قبل 9,000-11,000 سنة. كان المزارعون في البداية يختارون ببساطة النباتات المستخدمة في التغذية والتي تمتلك خصائص مرغوبة محددة، ويستخدمونها أسلافًا للأجيال اللاحقة، وينتج عن ذلك تراكم للسمات المرغوبة عبر الزمن.
مورست تقنيات التطعيم في الصين قبل 2000 سنة ق.م.
أصبح التطعيم ممارسة راسخة قبل 500 سنة ق.م.
يُعتبر غريغور ماندل (1822-1884) «أبو علم الوراثة». أسس قوانين التوريث بعد تجاربه في تهجين النباتات. حفز علم الوراثة إجراء البحوث الهادفة إلى تحسين إنتاج المحاصيل عبر تربية النبات.
تربية النبات بالمفهوم الحديث: هي علم وراثة تطبيقي، ولكن تمتلك أساسًا علميًا أوسع، وتغطي مجالات البيولوجيا الجزيئية، وعلم الخلية، وعلم تصنيف الأحياء وتسميتها (النظاميات)، والفيزيولوجيا، وعلم الأمراض، وعلم الحشرات، والكيمياء، وعلم الإحصاء (المقاييس الحيوية). طور علم تربية النبات أيضًا تقنياته الخاصة.

## تربية النبات التقليدية

التكاثر الانتقائي تضخم الصفات المرغوبة لمصنع الملفوف البري (براسيكا زيتية) على مدى مئات السنين، مما أدى إلى عشرات المحاصيل الزراعية اليوم. الملفوف واللفت والبروكلي والقرنبيط كلها أصناف من هذا النبات.

أحد التقنيات الرئيسة في تربية النبات هو الاصطفاء، وهو عملية إكثار انتقائية للنباتات التي تمتلك خصائص مرغوبة واستبعاد التي لا تمتلك تلك الخصائص.
التهجين المتعمد (التصالب) للأفراد ذات صلة قرابة أو بعيدة القرابة هو تقنية أخرى لإنتاج أصناف أو سلالات جديدة من المحاصيل تمتلك خصائص مرغوبة. تُهجن النباتات لإدخال جينات أو صفات من أحد الأصناف أو السلالات إلى خلفية وراثية جديدة. على سبيل المثال، يمكن تهجين البازلاء المقاومة لفطريات البياض مع بازلاء ذات إنتاجية عالية ولكنها حساسة للإصابة بالمرض، والهدف من التهجين التصالبي هو إدخال صفة مقاومة فطريات البياض دون خسارة صفة الإنتاجية العالية. سيُزاوج النسل الناتج عن التهجين التصالبي لاحقًا مع الأب الذي يمتلك صفة الإنتاجية العالية لضمان امتلاك النسل صفة الإنتاجية المشابهة لمثيلتها عند الأب ذي الإنتاجية العالية، وهذا ما يعرف بالتهجين الرجعي (backcrossing). يمكن اختبار صفة الإنتاجية لدى النسل الناتج بعد ذلك (من خلال عملية الاصطفاء المشروحة أعلاه)، وتُطوَّر النباتات التي تمتلك صفتي المقاومة لفطريات البياض والإنتاجية العالية. يمكن أن تُزاوج النباتات أيضًا مع نفسها لإنتاج أصناف تربية داخلية لاستخدامها في برامج التربية. يمكن استبعاد الحيوانات المُلقحة باستخدام أكياس التلقيح.
تعتمد التربية التقليدية كثيرًا على إعادة التركيب الجيني المتجانسة بين الصبغيات لتوليد تنوع وراثي. قد يستخدم مربو النبات التقليدي أيضًا عددًا من التقنيات في الوسط الزجاجي (in vitro) مثل اندماج البروتوبلاست أو إنقاذ الجنين (embryo rescue) أو التطفير لتوليد تنوع وراثي وإنتاج نباتات هجينة لا يمكن أن توجد في الطبيعة.
تتضمن التقنيات التي يحاول المربون تطبيقها على نباتات المحاصيل:
1. تحسين النوعية، مثل تحسين المحتوى الغذائي والمذاق والصفات الجمالية.
2. زيادة إنتاجية المحاصيل.
3. زيادة تحمل الضغوط البيئية (الملوحة والحرارة المتطرفة والجفاف).
4. مقاومة الأمراض الفيروسية والفطرية والبكتيرية.
5. زيادة تحمل الآفات الحشرية.
6. زيادة تحمل مبيدات الأعشاب.
7. زيادة طول فترة تخزين المحصول بعد الحصاد.

## علم تربية النبات الحديث
يمكن أن يستخدم علم تربية النبات الحديث تقنيات البيولوجيا الجزيئية لاختيار صفات مرغوبة أو إدخالها إلى النباتات (في حال التعديل الوراثي). يُعرف تطبيق التقانات الحيوية أو البيولوجيا الجزيئية أيضًا بالتربية الجزيئية.

### الاصطفاء بمساعدة مؤشر
يمكن أن تؤثر العديد من الجينات في بعض الأحيان على صفة مرغوبة في تربية النبات. يمكن أن يساعد استخدام أدوات مثل المؤشرات الجزيئية أو البصمة الوراثية في وضع خرائط لآلاف الجينات. يسمح ذلك لمربي النبات بفحص مجتمعات كبيرة من النباتات بحثًا عن النباتات التي تمتلك الصفة المرغوبة. يجري البحث بالفحص عن وجود جين محدد أو غيابه من بالطرق المخبرية، بدلًا من التعرف البصري على التعبير الظاهري للصفة في النبات. الهدف من الاصطفاء بمساعدة مؤشر أو تحليل الجينوم النباتي هو التعرف على موقع (النمط الظاهري) للجينات المختلفة وظيفتها في الجينوم. يؤدي التعرف على جميع الجينات إلى معرفة تسلسل الجينوم. تمتلك جميع النباتات أطوالًا وحجومًا مختلفة للجينوم وجينات تُرمِّز لبروتينات مختلفة، ولكن العديد منها متشابهة أيضًا. عند التعرف على موقع جين ووظيفته في نوع نباتي معين، يوجد أيضًا احتمال للعثور على جين مشابه في موقع مشابه في جينوم نوع آخر.

### التربية العكسية ومضاعفة الصيغة الصبغية الأحادية
يمكن إنتاج نباتات متماثلة اللواقح (homozygous) تمتلك صفات مرغوبة ابتداءً من نباتات متغايرة اللواقح (heterozygous)، إذا كان في الإمكان إنتاج خلية أحادية الصيغة الصبغية تحتوي على آليلات تلك الصفات، ثم استخدامها لتكوين نباتات ذات صيغة صبغية أحادية مضاعفة (doubled haploid). سيكون النبات ذو الصيغة الصبغية الأحادية المضاعفة متماثل اللواقح بالنسبة للصفات المرغوبة. علاوة على ذلك، يمكن استخدام نباتين مختلفين متماثليّ اللواقح مُنتجَين بتلك الطريقة لإعطاء جيل أول من النباتات الهجينة يمتلك ميزات تغاير اللواقح ومدى واسع من الصفات المحتملة. وبذلك يمكن تحويل نبات متغاير اللواقح اختير من أجل خصائص مرغوبة إلى صنف متغاير اللواقح (هجين الجيل الأول) (أو F1 hybrid) دون الحاجة إلى التكاثر الخضري بل من خلال تهجين سلالتين تمتلكان صيغة صبغية أحادية مضاعفة ومتماثلتا اللواقح مشتقتان من النبات المُختار الأصلي. يمكن باستخدام زراعة الأنسجة إنتاج سلالات وأجيال نباتية وحيدة الصيغة الصبغية أو ذات صيغة صبغية أحادية مضاعفة. يقلل ذلك من كمية التنوع الوراثي للنوع النباتي المحدد بهدف اختيار الصفات المرغوبة التي ستزيد صلاحية الأفراد. يقلل استخدام هذه الطريقة من الحاجة إلى تربية أجيال متعددة من النباتات للحصول على جيل يمتلك آليلات متماثلة بالنسبة للصفات المرغوبة، وبذلك يوفر الكثير من الوقت. توجد تقنيات عديدة لزراعة الأنسجة النباتية التي يمكن أن تُستخدم للحصول على نباتات أحادية الصيغة الصبغية، ولكن زراعة الأبواغ الميكروية (microspore culturing) حاليًا هي أكثرها كفاءة نظرًا لإنتاجها أعدادًا كبيرة منها.